# Estampida en el Victoria Hall
La estampida en el teatro Victoria Hall sucedió el 16 de junio de 1883 en Sunderland, Inglaterra, en la que murieron 183 niños.

## Sucesos

### Espectáculo
El 16 de junio de 1883, los Fay[¿quién?] organizaron un espectáculo para niños en el Victoria Hall, con un público estimado de 1100 niños. Al final del espectáculo, los Fay anunciaron que los niños cuyas entradas estuvieran numeradas con un número concreto recibirían un premio a la salida. Al mismo tiempo, los actores comenzaron a repartir regalos desde el escenario a los niños del teatro. Por temor a quedarse sin los premios, muchos niños acudieron a las escaleras que conducen a la planta baja.

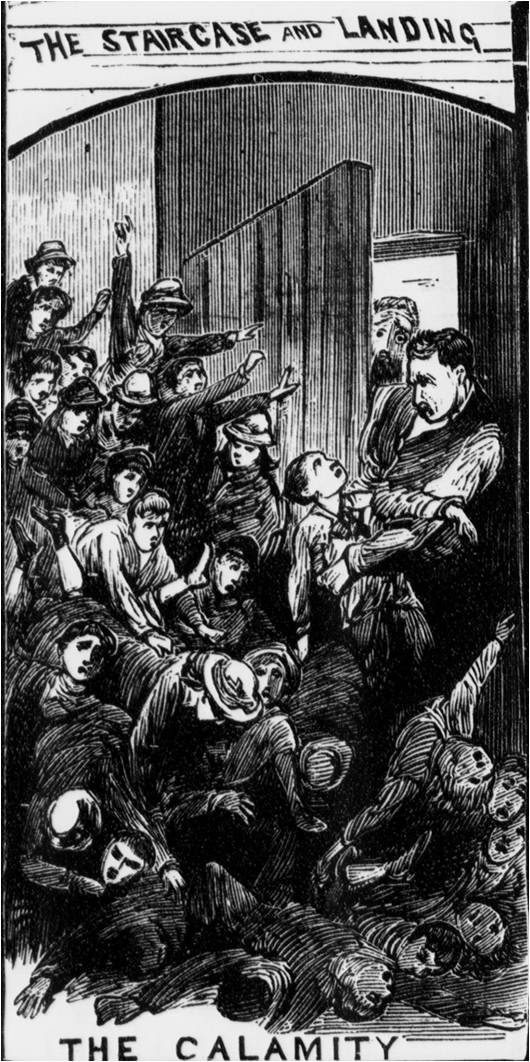
Los niños se encuentran atorados

### Estampida
Sin embargo, al final de la escalera, la puerta se abría hacia dentro y se aseguraba con cerrojos, dejando un hueco que solo permitía el paso de un niño a la vez. Esta práctica puede haber facilitado una inspección ordenada de los boletos. Los niños bajaron corriendo las escaleras hacia la puerta con pocos adultos acompañándoles para mantener el orden, lo que finalmente provocó que los niños que se adelantaron murieran aplastados por la multitud que venía detrás.
Una vez que los adultos de la sala de conciertos se dieron cuenta de lo sucedido, corrieron hacia la puerta, pero no pudieron abrirla del todo porque los cerrojos estaban del lado de los niños. Tras algunos intentos infructuosos, el conserje Frederick Graham subió otra escalera y tomó otra salida para poner a salvo a unos seiscientos niños. Mientras tanto, otros adultos sacaron a los niños uno a uno por el estrecho hueco y, finalmente, un hombre desatornilló la puerta de sus bisagras. El accidente provocó la muerte por asfixia de 183 niños de entre tres y catorce años, convirtiéndose en la peor catástrofe de este tipo en la historia de Gran Bretaña.

## Repercusiones

### Donación
La reina Victoria ofreció sus condolencias a las familias de las víctimas e hizo una donación. Se hicieron donaciones por un total de cinco mil libras esterlinas en todo el Reino Unido para los funerales de todas las víctimas y un monumento para conmemoración. El monumento fue tallado para mostrar a una madre afligida que sostiene a su hijo muerto. Se trasladó posteriormente al cementerio de Bishopwearmouth, donde se deterioró y fue objeto de vandalismo y, en 2002, se restauró con un coste de 63 mil libras esterlinas y se trasladó de nuevo a Mowbray Park.

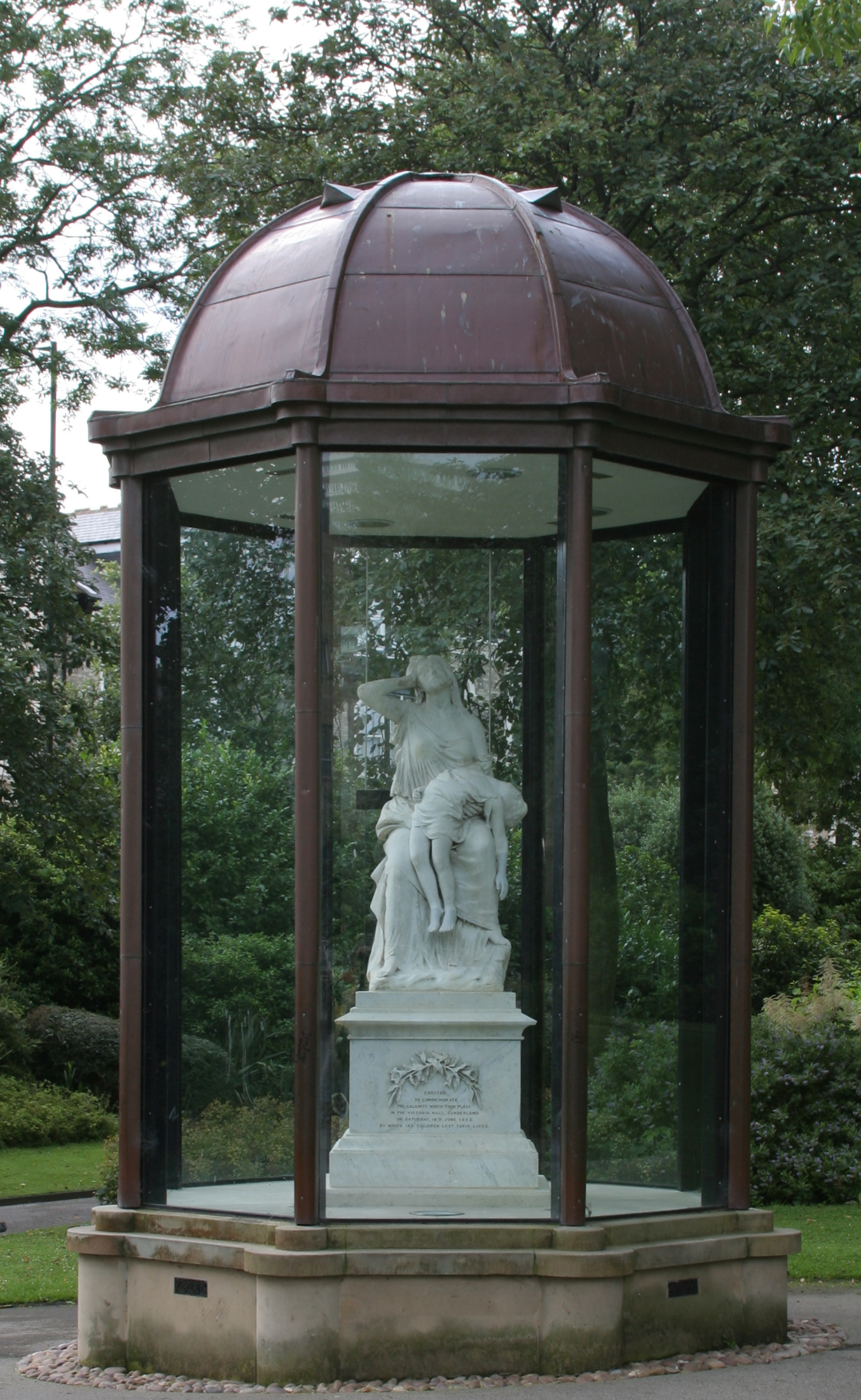
Monumento conmemorativo

### Leyes
El accidente provocó una protesta nacional y la investigación resultante condujo a la legislación gubernamental que regula el número mínimo de salidas de emergencia que se abren fuera de los lugares de ocio público, y a la invención de la puerta de emergencia con barra de empuje. Esta legislación sigue en vigor hoy en día. No se ha procesado a nadie por el accidente y no se ha identificado a la persona responsable de cerrar la puerta. 
El Victoria Hall permaneció en uso hasta 1941, durante la Segunda Guerra Mundial, cuando fue finalmente destruido por una bomba de paracaídas.